# インスリン リスプロ
インスリン リスプロ（Insulin lispro）は、1型および2型糖尿病の治療に使用される超速効型インスリンの一種である。ヒト型インスリンのアミノ酸を一部入れ替えた構造をしている。通常、食事の開始前後に、皮下注射またはインスリンポンプより注入する。通常、30分以内に効果が現れ、5時間程度持続する。多くの場合、NPHや持効型のような作用時間の長いインスリンも必要とされ、リスプロの一部をプロタミンと共に結晶化させて中間型化させた製剤も存在する。
2020年には血管拡張薬であるトレプロスチニルを配合した新たな製剤が承認された。注射部位の血流が増加する事で、リスプロの吸収がより速やかになり、効果発現までの時間が約6分短縮される。
一般的な副作用は、低血糖である。その他の重篤な副作用として血中カリウム低下が挙げられる。妊娠中および授乳中の使用は一般的に安全とされる。
1996年に米国で初めて使用が承認された。日本では2001年6月に承認された。部分中間型化製剤（50%および75%）は2003年3月に承認された。トレプロスチニル配合剤は2020年3月に承認された。
プラスミドを導入した大腸菌により合成される。

## 効能・効果
- インスリン療法が適応となる糖尿病[15][6][7][16]

1型および2型糖尿病の治療に使用される。速効型インスリンで経過良好な場合は、安易に切り替えるべきではない。

## 禁忌
以下の患者には禁忌である。
- 低血糖症状を呈している患者
- 製剤成分に対し過敏症の既往歴のある患者

## 副作用
重大な副作用として、低血糖、アナフィラキシーショック、血管神経性浮腫が指定されている。
主な副作用は、注射部位の皮膚刺激、低血糖、低カリウム血症、リポジストロフィー等である。

## 作用機序
組換えDNA技術によってインスリンB鎖C末端のリシンとプロリン残基を逆順にしたものである。この修飾はインスリン様成長因子1を模倣したもので、受容体との結合能を変化させないが、インスリンの二量体および六量体の形成を阻害する。これにより、食直後の注射で充分量の活性インスリン単量体を摂取できる様になった。
プロタミン共結晶製剤はフェノール存在下で六量体を形成しているが、注射後ゆっくりと単量体化し、中間型の様な血中濃度推移を示す。

## 参考資料
1. ↑  “Insulin lispro Use During Pregnancy”. Drugs.com (2019年10月7日). 2020年2月23日閲覧。
2. ↑  “Humalog 100 units/ml, solution for injection in vial - Summary of Product Characteristics (SmPC)”. (emc) (2020年1月30日). 2020年2月23日閲覧。
3. 1 2 3 4 5 6 7 8  “Insulin Lispro Monograph for Professionals”. Drugs.com.   American Society of Health-System Pharmacists. 2019年3月3日閲覧。
4. ↑  Koivisto VA (June 1998). “The human insulin analogue insulin lispro”. Annals of Medicine 30 (3):  260–6. doi:10.3109/07853899809005853. PMID 9677011.
5. ↑   British national formulary : BNF 76 (76 ed.). Pharmaceutical Press. (2018). pp. 698. ISBN 9780857113382
6. 1 2 3 4  “ヒューマログミックス25注カート／ヒューマログミックス25注ミリオペン 添付文書”. www.info.pmda.go.jp. 2022年1月18日閲覧。
7. 1 2 3 4  “ヒューマログミックス50注カート／ヒューマログミックス50注ミリオペン 添付文書”. www.info.pmda.go.jp. 2022年1月18日閲覧。
8. 1 2  “新規の超速効型インスリン「ルムジェブ注」承認取得 既存の超速効型インスリンよりも吸収が速い 食後投与も可能”. 糖尿病リソースガイド. 2022年1月18日閲覧。
9. ↑  Shiramoto, Masanari; Nasu, Risa; Oura, Tomonori; Imori, Makoto; Ohwaki, Kenji (2020-05). “Ultra‐Rapid Lispro results in accelerated insulin lispro absorption and faster early insulin action in comparison with Humalog ® in Japanese patients with type 1 diabetes” (英語). Journal of Diabetes Investigation 11 (3):  672–680. doi:10.1111/jdi.13195. ISSN 2040-1116. PMC 7232298. PMID 31816193.
10. ↑  “Insulin lispro Pregnancy and Breastfeeding Warnings” (英語). Drugs.com. 2019年3月3日閲覧。
11. 1 2 3  “Humalog- insulin lispro injection, solution Humalog Kwikpen- insulin lispro injection, solution Humalog Junior Kwikpen- insulin lispro injection, solution Humalog Tempo Pen- insulin lispro injection, solution”. DailyMed (2019年11月25日). 2020年2月23日閲覧。
12. ↑  “Humalog approval”.   U.S. Food and Drug Administration (FDA) (1996年6月14日). 2020年2月23日閲覧。
13. ↑  “日本で承認された組換え医薬品・細胞培養医薬品”.   国立医薬品食品衛生研究所. 2022年1月18日閲覧。
14. 1 2  “製品コード一覧 （最終更新日:2021年11月）”. 2022年1月18日閲覧。
15. 1 2 3 4  “ヒューマログ注100単位/mL 添付文書”. www.info.pmda.go.jp. 2022年1月18日閲覧。
16. 1 2 3  “ルムジェブ注100単位/mL 添付文書”. www.info.pmda.go.jp. 2022年1月18日閲覧。
17. ↑  Ratledge, C., & Kristiansen, B. (2007). Basic biotechnology. Cambridge: Cambridge University Press. Page 513 "insulin lispro, where, in analogy to the naturally occur- ring insulin homologue insulin-like growth factor-I (IGF-I), the order of the amino acid residues B28 and B29 was changed;"
18. ↑  Noble SL, Johnston E, Walton B (January 1998). "Insulin lispro: a fast-acting insulin analog". American Family Physician. 57 (2): 279–86, 289–92. PMID 9456992。
19. ↑  阿波隆夫，中田哲誌，繁田浩史「新規糖尿病治療薬，インスリンリスプロ混合製剤（ヒューマログ ミックス 25注，ヒューマログ ミックス 50注）および中間型インスリン リスプロ（ヒューマログN注）の製剤開発と臨床成績」『日本薬理学雑誌』第126巻、2005年、143-151頁、doi:10.1254/fpj.126.143。